# Festival du cinéma russe à Honfleur 2017
Le Festival du cinéma russe à Honfleur 2017, 25e édition du festival, s'est déroulé du 21 au 26 novembre 2017.

## Déroulement et faits marquants

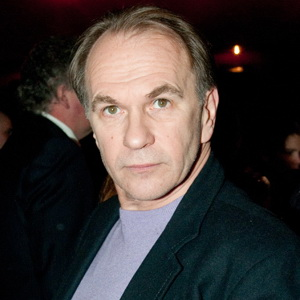
l'acteur Alexeï Gouskov

En septembre 2017, à Honfleur, une partie du programme est dévoilée à bord du Shtandart . En plus des sept films en compétition, il y a grands succès de l'année en Russie, des documentaires, des films d'animations, un ciné concert.
Le 26 novembre 2017, le palmarès est dévoilé. Le film Arythmie de Boris Khlebnikov remporte le prix du meilleur film et le prix du public. A bon chat bon rat de Anja Kreis remporte les prix du meilleur premier film et du meilleur scénario. Marina Neyolova remporte le prix d'interprétation féminine pour La Carpe dégivrée et le prix d'interprétation masculine est remporté par Alexandre Yatsenko pour Arythmie et Evgueni Tkatchuk pour Comment Vitia a mené Liokha aux Invalides. A cette occasion, la grande médaille de la ville de Honfleur est remise à l'acteur Alexeï Gouskov pour sa présence quasi annuelle sur le festival.

## Jury

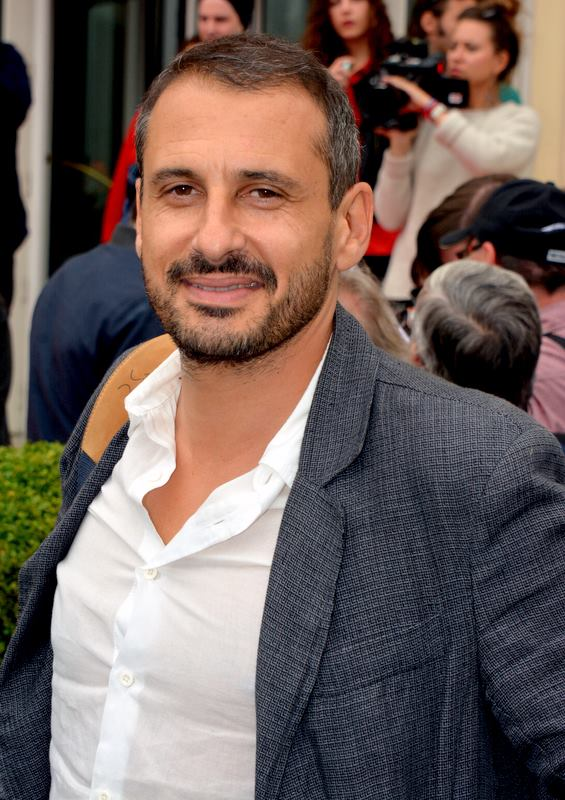
Safy Nebbou, président du jury

- Safy Nebbou (président du jury), réalisateur
- Pascale Arbillot, actrice
- Marie-Ange Casta, actrice, mannequin
- Grégoire Chertok, chroniqueur cinéma, administrateur
- Anne-Solenne Hatte, actrice
- Mehdi Nebbou, acteur
- Gilles Porte, réalisateur, chef opérateur
- Richard Sammel, acteur

## Sélection

### En compétition
- A bon chat bon rat (en russe : Нашла коса на камень) d'Anja Kreis
- Allume le feu ! (en russe : Жги) de Kirill Pletnev
- Arythmie (en russe : Аритмия) de Boris Khlebnikov
- La Carpe dégivrée (en russe : Карп отмороженный) de Vladimir Kott
- Comment Vitia a mené Liokha aux Invalides (en russe : Как Витька Чеснок вез Леху Штыря в дом инвалидов) d'Alexandre Hant
- Les Païens (en russe : Язычники) de Valeria Sourkova
- La selle turque (en russe : Турецкое седло) de Yousoup Razykov

### Séances spéciales
- Anna Karenine. L’histoire de Vronsky (en russe : Анна Каренина. История Вронского) de Karen Chakhnazarov (film d'ouverture)
- Matilda (en russe : Матильда) de Alekseï Outchitel
- Ensemble, c'est possible de Safy Nebbou
- Dans les forêts de Sibérie de Safy Nebbou
- La Grève de Sergueï Eisenstein (ciné concert)

### Panorama
- 20 : 17 Révolution (en russe : Чистое искусство) de Renat Davletiarov
- De l'amour (en russe : Про Любовь) d'Anna Melikian
- Graphomafia de Vladimir Zaikin
- Hostages (en russe : Заложники) de Rezo Gigineishvili
- Rock de Ivan Chakhnazarov

### Nouveaux regards sur la guerre
- Je suis un professeur (en russe : Я учитель) de Sergueï Mokritskiy
- Normandie-Niemen – Monologue (en russe : Нормандия-Неман. Монолог) de Egor Klimovich
- Tango balte (en russe : Балтийское танго) de Pavel Tchoukhraï

### Grands succès du box office
- Attraction (en russe : Притяжение) de Fiodor Bondartchouk
- Gogol. Le Début (en russe : Гоголь. Начало) de Egor Baranov
- Saliout 7 (en russe : Салют-7) de Klim Chipenko
- The Spacewalker (en russe : Время Первых) de Dmitri Kisselev
- Viking (en russe : Викинг) de Andreï Kravtchouk

### Documentaires
- Chaque chien de Victoria Kazarina
- Ramasseurs d'herbes marines de Maria Murachova
- Reviens libre de Kseniya Okhapkina
- 24 Neiges de Mikhaïl Barinihn
- Terre de Joseph de Pavel Medvedev
- Une maison sous la pluie de Ioulia Vichnevetskaya
- Perm 36. Reflet de Sergueï Katcchkine
- Varicella de Viktor Kosakovski

### Jeune public
- Des Trésors plein ma poche
- La légende de Piotr et Fevronia de Yuri Ryazanov et Yuri Kulakov

## Palmarès

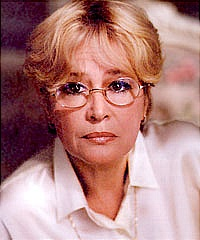
Marina Neïolova

- Prix du meilleur film : Arythmie de Boris Khlebnikov.
- Prix du meilleur scénario : A bon chat bon rat de Anja Kreis.
- Prix du meilleur acteur : Alexandre Yatsenko dans Arythmie, et Evgueni Tkatchuk dans Comment Vitia a mené Liokha aux Invalides.
- Prix de la meilleure actrice : Marina Neïolova dans La Carpe dégivrée.
- Prix du meilleur premier film : A bon chat bon rat de Anja Kreis.
- Prix du public : Arythmie de Boris Klebnikov.

### Autres prix
- Prix du meilleur documentaire (Attribué par la compagnie Cindédoc) : Chaque chien de Victoria Kazarina.
- Prix du film le plus pacifique (attribué par le Fond Russe pour la paix de la région d'Ivanovo) : Comment Vitia a mené Liokha aux invalides d'Alexander Hant.